# Asie de l'Ouest
L'Asie de l'Ouest, parfois Asie occidentale, Asie du Sud-Ouest ou Asie sud-occidentale est la région d'Asie qui concentre le Moyen-Orient sans la partie européenne de la Turquie ni la partie africaine de l'Égypte (située hors du Sinaï), soit : l'Abkhazie, l'Arabie saoudite, l'Arménie, l'Azerbaïdjan (partiellement), Bahreïn, Chypre, Chypre du Nord, la Géorgie (partiellement), le Sinaï, les Émirats arabes unis, le Liban, l'Irak, l'Iran, Israël, la Jordanie, le Koweït, Oman, l'Ossétie du Sud-Alanie, la Palestine, le Qatar, la Syrie, la partie asiatique de la Turquie et le Yémen. Selon d'autres acceptions, elle inclut la totalité de la Turquie et exclut l'intégralité de l'Égypte,,,,.
Ce terme a été accrédité récemment par beaucoup de géographes, visant ainsi à donner une logique aux noms des régions existantes en Asie selon leur position géographique et non selon un référentiel centré sur l'Europe, comme le sont les termes de Proche-Orient ou de Moyen-Orient[réf. nécessaire].